# Liste prominenter Bewohner der Stadt Zwickau
Diese Liste nennt die Namen bedeutender Persönlichkeiten, die zwar nicht in Zwickau geboren sind (siehe auch Hauptartikel: Liste von Söhnen und Töchtern der Stadt Zwickau), dort jedoch gelebt und gewirkt, und durch ihr Wirken die Stadt und ihren Genius loci entscheidend mitgeprägt haben. Zum Teil sind sie sogar als Ehrenbürger der Stadt (siehe auch Hauptartikel: Liste der Ehrenbürger von Zwickau) ausgezeichnet oder haben durch ihr Wirken den Namen der Stadt Zwickau weit über die Stadtgrenzen hinaus bekannt gemacht.
Darunter sind spätere Bürgermeister der Stadt zu finden, die entscheidende Eckpunkte der Stadtentwicklung angestoßen oder mitbestimmt haben, bedeutende Wissenschaftler und Ingenieure, Künstler, Schriftsteller, Politiker, Unternehmer und Pfarrer: Menschen, deren Wirken untrennbar mit der Stadt verbunden ist und die Teil der Geschichte dieser Stadt sind.

## Geboren im 11. bis 18. Jahrhundert
- Bertha von Groitzsch (* 2. Hälfte des 11. Jahrhunderts; † 16. Mai 1144), deutsche Klosterstifterin, die Weihe-Urkunde der von ihr gestifteten Marienkirche gilt als älteste Erwähnung der Stadt
- Peter Heierliß (* um 1440 in Jena?; † 1507 in Zwickau), Steinmetz; Baumeister an der Marienkirche zu Zwickau
- Hans Hesse (vor 1479–nach 1539), Tafel- und Glasmaler im sächsischen Raum, Freundschaft mit Peter Breuer, um 1500 bis um 1506 eigene Zwickauer Werkstatt
- Johann Schönsperger der Jüngere (um 1480–1543), Buchführer, Buchdrucker und Verleger
- Michael Heuffner (1483–1511), deutscher Maler und Bildhauer, lebte und starb in Zwickau, Schöpfer des Heiligen Grabes in der Marienkirche
- Martin Luther (1483–1546), deutscher Reformator, widmete einerseits dem Zwickauer Bürgermeister Hermann Mühlpfordt seine Schrift aus dem Jahr 1520 „Von der Freiheit eines Christenmenschen“,[1] weilte auf Ersuchen des Zwickauer Rates im Frühjahr 1522 mehrere Wochen zu theologischen Streitgesprächen in der Stadt,[2] prägend andererseits in der Auseinandersetzung mit den urchristlichen Zwickauer Propheten
- Thomas Müntzer (1489–1525), evangelischer Theologe und Revolutionär in der Zeit des Bauernkrieges, Pfarrer in Zwickau
- Paul Speck (* unbekannt – 1557), bedeutender Steinmetz und Bildhauer zwischen Spätgotik und Renaissance
- Georgius Agricola (1494–1555), deutscher Wissenschaftler, Humanist und Arzt, wird auch als Vater der Mineralogie bezeichnet, Rektor der Zwickauer Ratsschule
- Stephan Wild (1495–1550), deutscher Mediziner
- Paul Rebhun (1505–1546), lutherischer Pastor, Pädagoge und Dramatiker des 16. Jahrhunderts
- Johann Zechendorf (1580–1662), deutscher Philologe und Pädagoge
- Karl von Bose (1596–1657), Zwickauer Amtshauptmann, zu seiner Zeit reichster Edelmann Sachsens, Obristleutnant der sächsischen Armee, 1649 verlieh ihm der Kurfürst den Titel „Landeshauptmann“, von Kaiser Ferdinand III. in den Reichsgrafenstand erhoben
- Balthasar Balduin (1605–1652) war 1638 bis 1648 Superintendent von Zwickau
- Friederike Caroline Neuber, genannt: die Neuberin (1697–1760), Schauspielerin und Begründerin des neuen deutschen Theaters
- Johann Gottfried Weller (1712–1780), Superintendent und Historiker
- Johann Ludwig Krebs (1713–1780), deutscher Komponist und Organist, Schüler von Johann Sebastian Bach
- Friedrich Wilhelm Käuffer (1786–1851), Rat am Appellationsgericht
- Karl August Rüdiger (1793–1869), Altphilologe und Pädagoge, Lehrer in Zwickau
- Christian August von Gutbier (1798–1866), Offizier und Geologe, betätigte sich als Naturforscher um Zwickau
- Friedrich Christian Fikentscher (1799–1864), Chemiker, Glasfabrikant, Abgeordneter im Sächsischen Landtag

## Geboren im 19. Jahrhundert
- Robert Blum (1807–1848), deutscher Politiker, Protagonist der Märzrevolution von 1848
- Karl Emanuel Klitzsch (1812–1889), Komponist, Organisator des ersten und zweiten Schumann-Festes 1847 und 1860
- Hermann Theodor Haustein (1814–1873), deutscher Jurist und Politiker, Abgeordneter im Sächsischen Landtag
- Samuel Schlobig (1816–1887), Arzt, Stifter des im klassizistischen Stil erbauten Zwickauer Johannisbades
- Hermann Rönsch (1821–1888), Theologe und Sprachforscher
- Lothar Streit (1823–1898), Advokat, Bürgermeister, Oberbürgermeister, Ehrenbürger Zwickaus, steuerte die Stadtentwicklung während der Gründerzeit
- Adolph Temper (1827–1905), deutscher Jurist und Politiker (NLP), Rechtsanwalt am Landgericht Zwickau
- Karl May (1842–1912), Schriftsteller, von 1865 bis 1868 Häftling und Verwalter der Anstaltsbücherei im Schloss Osterstein
- Albin Zumpe (1843–1873), Architekt
- Adolf Lepp (1847–1906), deutscher Schriftsteller und Dichter
- Louis Heinrici (1847–1930), deutscher Industrieller, Erfinder und Fabrikant
- Fritz von Uhde (1848–1911), sächsischer Kavallerieoffizier, Militärattaché und impressionistischer Maler
- Heinrich Heitzig (1849–1905), Kaufmann und Stadtrat in Zwickau, Politiker der Nationalliberalen Partei
- Emil Selbmann (1852–1914), Baumeister und Bauunternehmer
- Michael Ernst Bär (1855–1923), Unternehmer, Kaufmann und freisinniger Politiker, sächsischer Landtagsabgeordneter und Stadtverordneter in Zwickau
- Martin Kreisig (1856–1940), Pädagoge, Gründer des Zwickauer Robert-Schumann-Museums und der Robert-Schumann-Gesellschaft, Zwickauer Ehrenbürger
- Ernst Ahnert (1859–1944), bedeutender Stenograf u. a. der Reden und Tischgespräche Bismarcks und der Friedensverhandlungen in Versailles (1919); Ahnert war Schüler und Lehrer am Zwickauer Realgymnasium; als Mitglied des Sächsischen Stenographischen Instituts in Dresden (1901–1924) hatte er maßgeblichen Einfluss auf die Entwicklung der Stenographie in Deutschland.[3]
- Heinrich Braun (1862–1934), Professor für Chirurgie an der Universität Leipzig, ab 1906 Leiter des Königlichen Krankenstifts in Zwickau, Protagonist des funktionell und architektonisch vorbildlichen neuen Zwickauer Krankenstifts, das 1921 in Zwickau-Marienthal eröffnet wurde und ab 1934 „Heinrich-Braun-Krankenhaus“ hieß
- Hermann Gocht (1862–1959), Pfarrer und erster Sächsischer Gehörlosenseelsorger
- Paul Gerhardt (1867–1946), Komponist, Organist, Chorleiter, Dirigent und Klavierpädagoge
- August Hermann Lange (1867–1922), Maschinenbauingenieur, Oberingenieur und Betriebsdirektor der Audi Automobilwerke Zwickau
- August Horch (1868–1951), Maschinenbauingenieur, Gründer der August Horch & Cie Motorwagenwerke Zwickau und der Audi Automobilwerke Zwickau
- Ernst Münch (1869–1955), ab 1906 Bürgermeister von Zwickau
- Hans Soph (1869–1954), deutscher Komponist, erzgebirgischer Mundartdichter und kunstgewerblicher Porzellanmaler
- Otto Clemen (1871–1946), evangelischer Theologe, Pädagoge, Historiker und Bibliothekar, Direktor der Ratsschulbibliothek Zwickau
- Salman Schocken (1877–1959), jüdischer Kaufmann und Verleger, gründete zusammen mit seinem Bruder Simon Schocken die Schocken-Warenhäuser (I. Schocken Söhne Zwickau)
- Paul Schmidt-Roller (1891–1963), Maler, Dozent an der Zwickauer Mal- und Zeichenschule (MuZ), Max-Pechstein-Preisträger
- Hildebrand Gurlitt (1895–1956) war 1925 bis 1930 Museumsdirektor in Zwickau
- Erwin Pollini (1899–1988), Komponist mit jüdischen Wurzeln, von 1935 bis 1942 und von 1946 bis 1964 Leiter des Lindenhof-Orchesters Zwickau
- Fritz Fiedler (1899–1972) Motorenkonstrukteur (V8 und V12) bei Horch

## Geboren im 20. Jahrhundert
- Robert Eberan von Eberhorst (1902–1982), ab 1937 bei den Horch-Werken Chefkonstrukteur der Auto-Union-Rennabteilung, ab 1941 Professor für Kraftfahrwesen und Leichtmotorenkunde an der TH Dresden
- Albert Hennig (1907–1998), deutscher Künstler aus der Bauhaus-Tradition
- Erich Schulz (1909–1999), Holzbildhauer
- Inge Meysel (1910–2004), deutsche Schauspielerin, debütierte 1930 in Zwickau (Erstaufführung von Penzoldts Etienne und Luise)
- Helene Heymann (1910–1944), KPD-nahe Widerstandskämpferin
- Tatjana Lietz (1916–2001), deutsche Malerin, Kunstlehrerin, 1998 Ehrenbürgerin der Stadt
- Peter Brückner (1922–1982), deutscher Sozialwissenschaftler[4]
- Gerhard Zwerenz (1925–2015), deutscher Schriftsteller
- Paul Eberhard Kreisel (1931–2011), Kirchenmusiker und Komponist
- Frieder Gadesmann (1943–2014), evangelischer Theologe und Erziehungswissenschaftler
- Günther Fischer (* 1944) ist ein deutscher Jazzpianist, Holzbläser, Bandleader und Komponist
- Bernd-Lutz Lange (* 1944), deutscher Kabarettist und Buchautor
- Edmund Käbisch (* 1944), deutscher Theologe, Pfarrer am Zwickauer Mariendom
- Jo. Harbort (* 1951), deutscher Bildhauer
- Matthias Eisenberg (* 1956), Kantor und Organist an der Luther-, Moritz- und Johanniskirche in Zwickau
- Constanze John (* 1959), deutsche Autorin, sammelte "Sagen aus Zwickau" und schrieb "Zwickau – Ein Kinderstadtführer"
- Wolfgang Wetzel (* 1968), deutscher Politiker (Bündnis 90/Die Grünen), MdB und Zwickauer Stadtrat